# Napoleon Dynamite
Napoleon Dynamite (bra: Napoleon Dynamite; prt: Napoleon Dynamite - Um Novo Herói) é um filme de longa-metragem de comédia baseado no curta-metragem Peluca do mesmo diretor. Foi lançado em 2004 dentro do gênero comédia dramática.

## Sinopse
Napoleon Dynamite um filme que mostra a vida de um jovem nerd, com o mesmo nome, que vive na pequena cidade de Preston, Idaho com a avó e o irmão mais velho desempregado. Novos eventos acontecem na vida de Napoleon quando a sua avó sofre um acidente ao cair de uma moto off-road. Na falta de um adulto em casa, seu tio Rico, antigo jogador universitário de futebol americano, também desempregado que vive numa van chega para assumir a casa enquanto a sua avó está hospitalizada.
Paralelamente a isto Napoleon envolve-se na candidatura do seu novo amigo Pedro Sanchez para presidente da associação de estudantes da escola de Preston. Sem esquecer de que antes ele precisa de convidar alguém para o baile da escola.

## Personagens

### Principais
- Napoleon Dynamite (Jon Heder), protagonista da história, é um estereótipo adolescente Geek que adora desenhar criaturas como o Ligre, que ele descreve como "seu animal favorito, criado para as suas habilidades mágicas". É membro da FFA, participando também de um grupo escolar ("Happy Hands Club") que interpreta músicas em língua de sinais. Seus únicos amigos são Pedro e Deb.
- Pedro Sanchez (Efren Ramirez), é um mexicano que chega como novo aluno na escola de Preston que logo no seu primeiro dia conhece Napoleon, com quem cria uma amizade. A sua candidatura para presidente da associação de alunos torna-se a história principal em boa parte do filme. Em uma situação inusitada, ele raspa a cabeça por sentir muito calor para depois optar por usar uma peruca, criando assim uma ligação ao curta-metragem Peluca (Peruca em espanhol).
- Deb (Tina Majorino), é uma tímida e desajeitada menina, também aluna da escola de Preston. É amiga de Napoleon que tem um possível interesse amoroso por ele. Ela interessa-se por fotografia por ela.
- Kip Dynamite (Aaron Ruell), é o imão mais velho de Napoleon. Desempregado, passa muitas horas por dia em salas de chat conversando com meninas. É assim que conhece a sua namorada virtual, LaFawnduh Lucas. Kip interessa-se por aprender artes marciais e se auto-denomina o rapaz com melhores reflexos da cidade. Após conhecer LaFawnduh pessoalmente, Kip muda radicalmente o seu estilo, ficando com um visual de rapper.
- Tio Rico (Jon Gries), é o tio de Napoleon e Kip. É um antigo jogador universitário de futebol americano que nunca conseguiu alcançar a carreira profissional. Tem a estranha esperança de conseguir viajar no tempo e voltar ao ano de 1982 para tentar outra vez ser um jogador profissional. Rico tenta vender Tupperware e ervas para o aumento do busto, para obter dinheiro suficiente para comprar uma máquina do tempo.

### Secundários
- Summer Wheatley (Haylie Duff), típica loira burra que é oponente de Pedro à presidência da associação de alunos.
- Don (Trevor Snarr), namorado de Summer. Ele ajuda a namorada na campanha à presidência e tenta manter distância de Napoleon.
- Trisha Stevens (Emily Kennard), melhor amiga de Summer. É forçada pela mãe a aceitar o convite de Napoleon para o baile. Faz parte do grupo "Happy Hands Club" junto com Napoleon. Sua mãe é uma das clientes do tio Rico.
- LaFawnduh Lucas (Shondrella Avery), é a mulher que Kip conhece numa sala de chat com o nickname "LaFawnDuh". Ela é alta, elegante e afro-americana, exatamente o oposto de Kip.
- Rex (Diedrich Bader), é sensei de "Rex Knon Do", uma arte marcial criada por ele próprio. Ele é um ex-lutador de Ultimate Fighting Championship e cobra $300 por 8 semanas de treino na sua academia.
- Avó (Sandy Martin), é, como indica o nome, avó de Napoleon e Kip. Ela quebra o cóccix num acidente de moto off-road em umas dunas. De acordo com Rico, há muita coisa sobre ela que Napoleon e Kip não sabem.
- Randy (Bracken Johnson), é um "bullie" aluno da escola de Preston que constantemente atormenta e rouba dinheiro de Napoleon e outros alunos.
- Tina ("Dolly"), é uma Alpaca que pertence à avó de Napoleon. Com a ausência da avó, Napoleon fica encarregado de alimentar o animal, apesar de não aparentar ter muita experiência.
- Primos do Pedro, são dois rapazes mais velhos que Pedro. Aparentando ser gêmeos, ele costumam andar num Pontiac pela cidade. Por serem temidos por outros rapazes, Pedro usa-os como proteção pessoal e de quem apoiar a sua candidatura.